# Kamenný Újezd (district de České Budějovice)
Pour les articles homonymes, voir Kamenný Újezd.
Kamenný Újezd (en allemand : Steinkirchen) est une commune du district de České Budějovice, dans la région de Bohême-du-Sud, en République tchèque. Sa population s'élevait à 2 620 habitants en 2023.

## Géographie
Kamenný Újezd se trouve à 10 km au sud-sud-ouest de České Budějovice et à 121 km au sud de Prague.
La commune est limitée par Boršov nad Vltavou, Včelná et Plav au nord, par Doudleby à l'est, par Římov au sud-est, par Dolní Třebonín et Chlumec dans le district de Český Krumlov au sud-ouest, et par Vrábče à l'ouest.

## Histoire
La première mention écrite du village date de 1263.

## Administration
La commune se compose de neuf sections :
- Březí
- Bukovec
- Kamenný Újezd
- Kosov
- Krasejovka
- Milíkovice
- Opalice
- Radostice
- Rančice

## Galerie

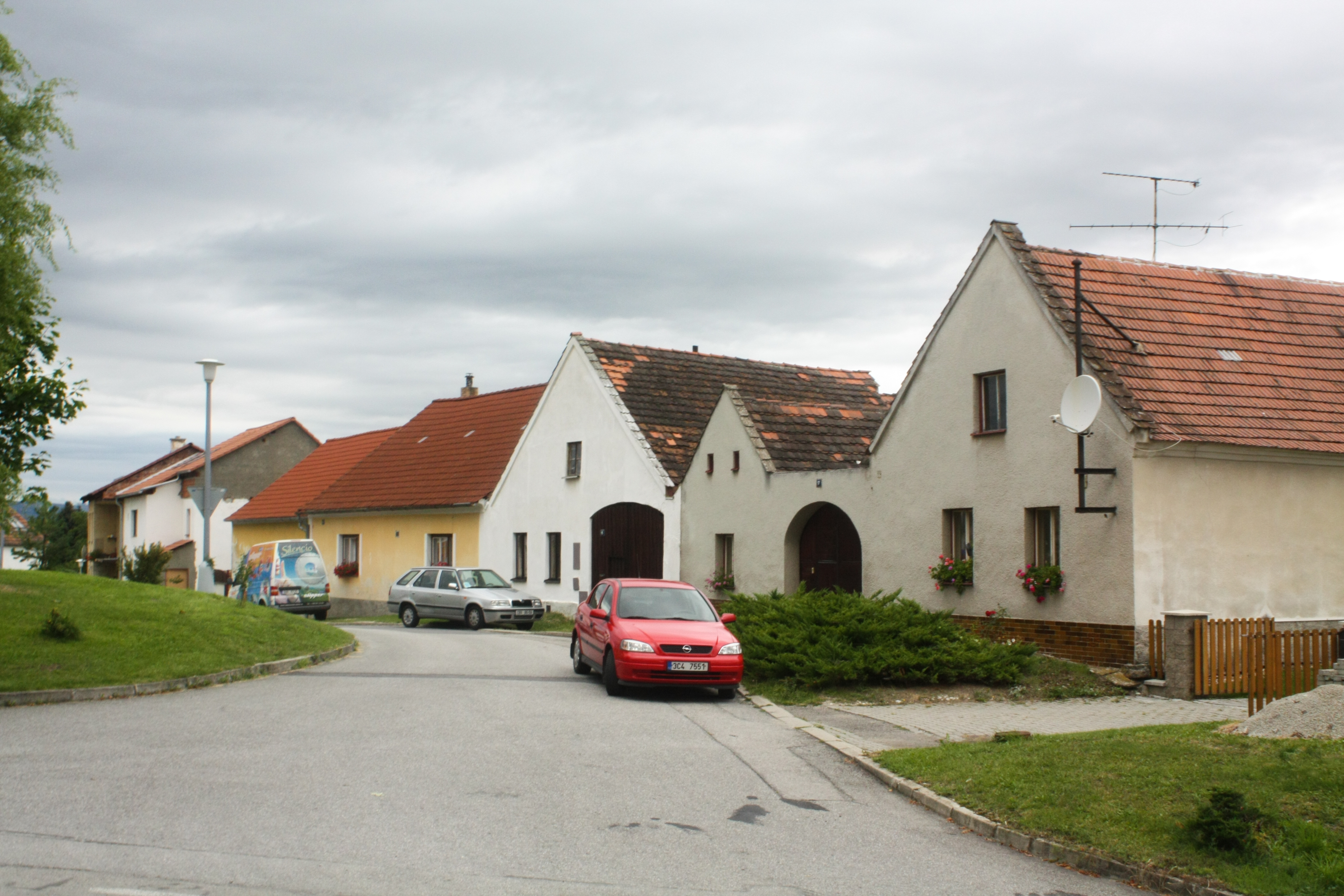
Rue de Kamenný Újezd.
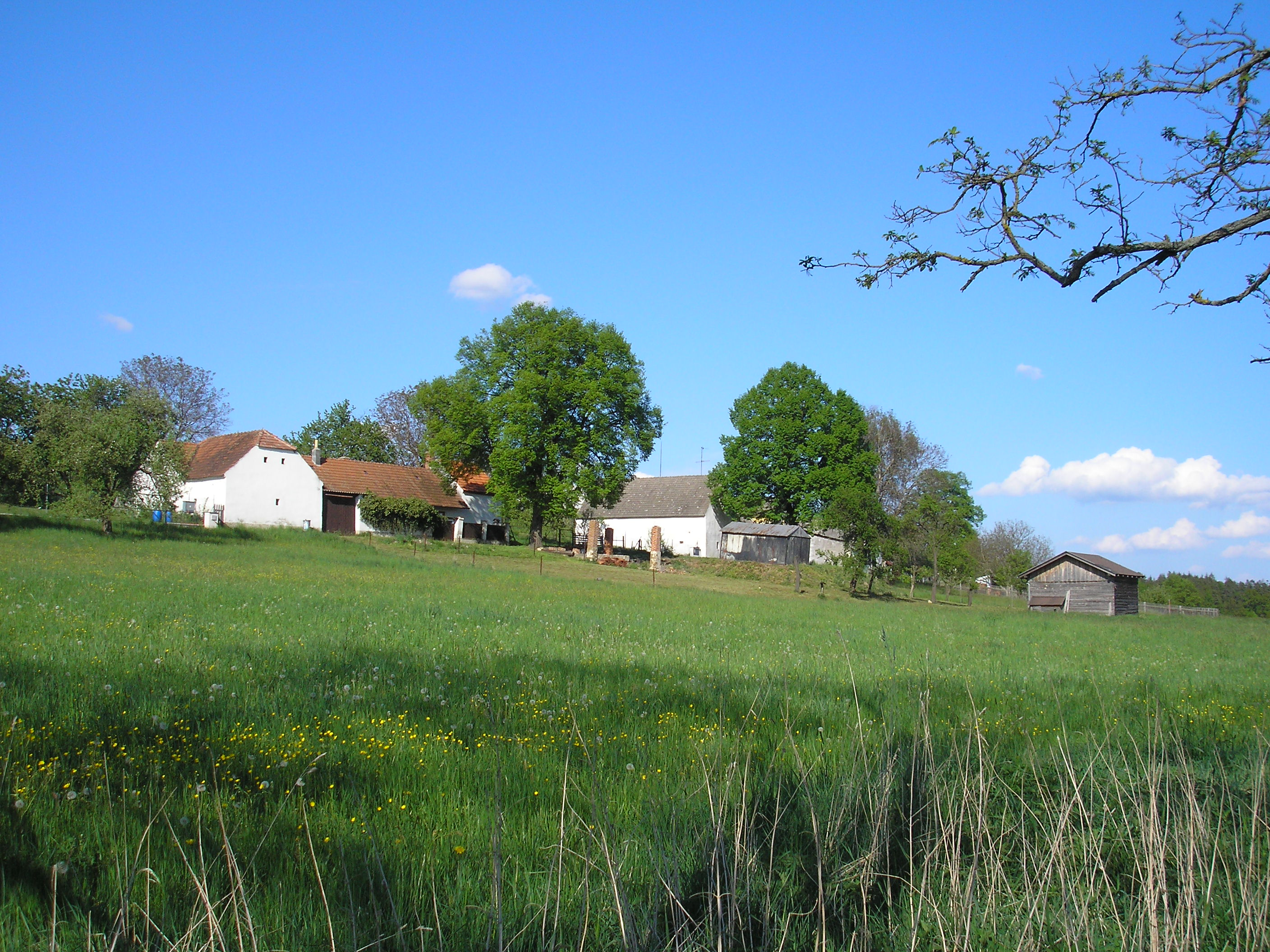
Hameau de Borek.

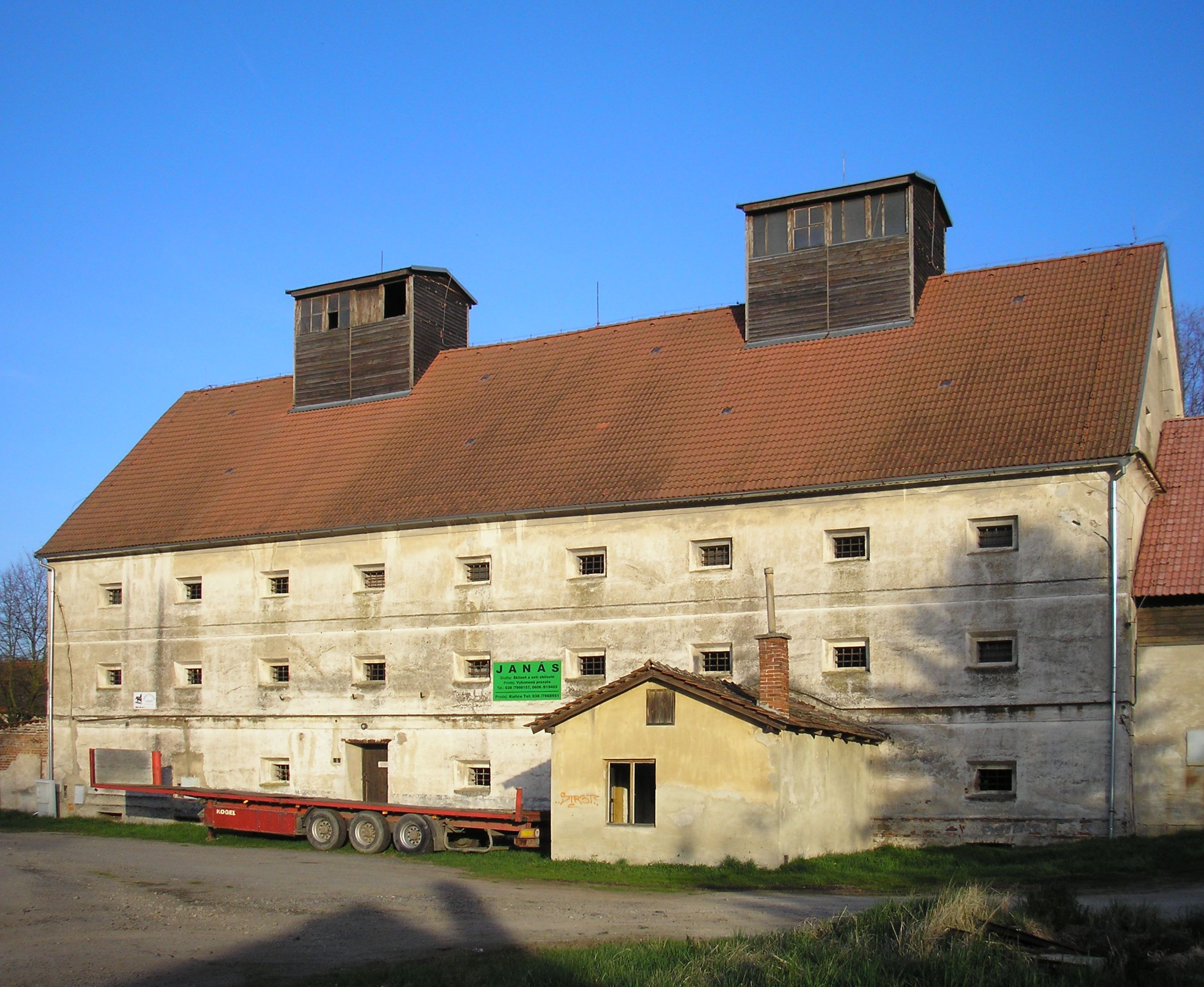
Plavnice.
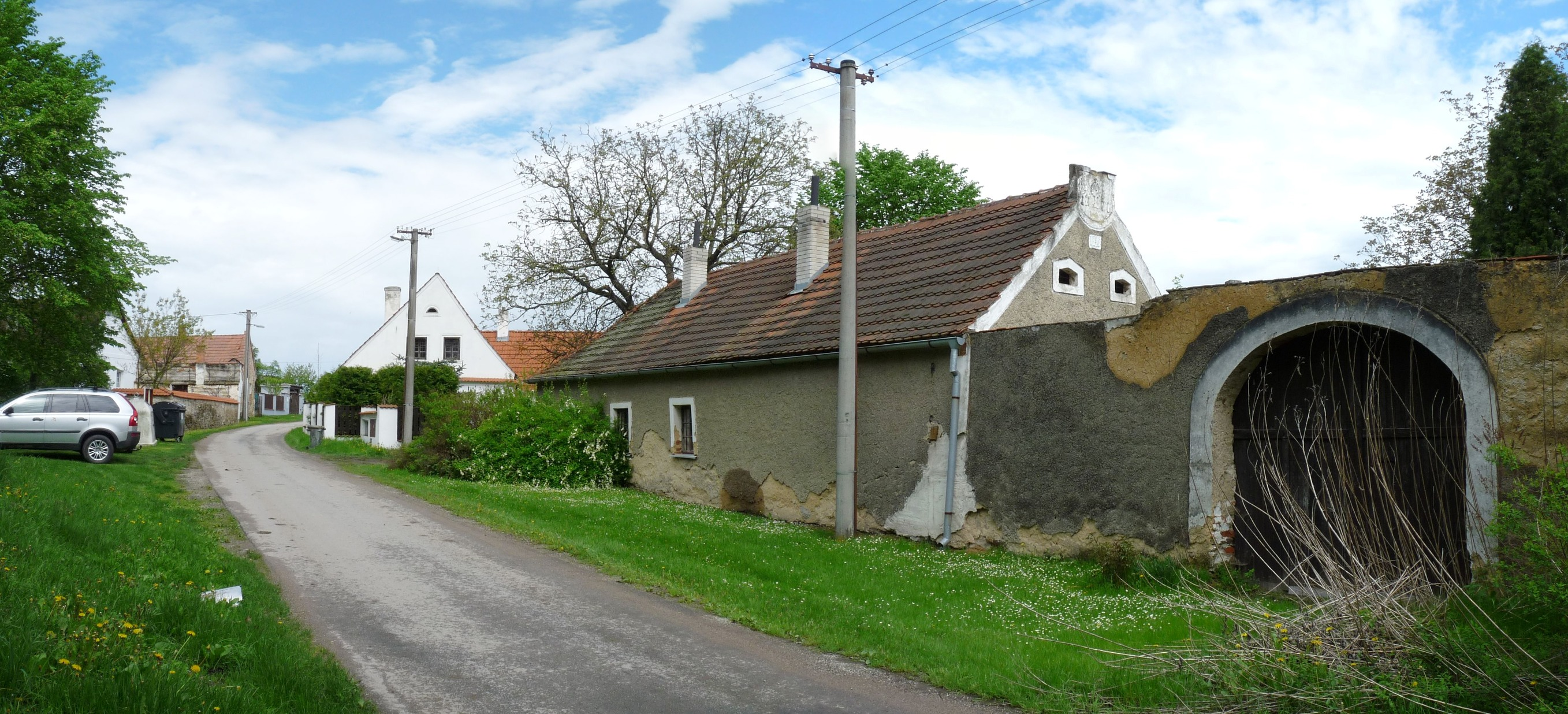
Rue d'Opalice.

## Transports
Par la route, Kamenný Újezd se trouve à 10 km de České Budějovice et à 162 km de Prague.
Le territoire de la commune est traversé par l'autoroute D3, qui doit relier Prague à la frontière autrichienne par Tábor et České Budějovice. L'échangeur de Krasejovka (km 147) se trouve à 4,2 km du centre de Kamenný Újezd.

## Personnalités liées
- Rougena Zátková (1885-1923) peintre et sculpteur, y naquit.